# Bo Rothstein
Bo Abraham Mendel Rothstein, född 12 juni 1954 i Sankt Petri församling i Malmö, är en svensk statsvetare som innehade August Röhss professur i statsvetenskap vid Göteborgs universitet 1994 -2021 och under en period var professor i "Government and Public Policy” vid Oxford University.

## Biografi
Bo Rothstein, som är son till Berth Rothstein och Cecilia, född Blecher, växte upp i en judisk familj. Han avlade doktorsexamen i statsvetenskap vid Lunds universitet 1986 med avhandlingen Den socialdemokratiska staten – Reformer och förvaltning inom svensk arbetsmarknads- och skolpolitik. Bo Rothstein var därefter verksam som forskare vid statsvetenskapliga institutionen vid Uppsala universitet i forskningsprogrammet "Riksdagens och de organiserade intressena". 1994 blev han professor vid  Institutet för arbetslivsforskning i Stockholm och sedan 1995 innehar han August Röhss professur i statsvetenskap vid Göteborgs universitet. 2003 tilldelades han Vetenskapsrådets särskilda anslag för "långsiktigt stöd för ledande forskare". År 2006 undervisade han som gästprofessor vid Harvard och han har varit adjungerad professor vid Universitetet i Bergen (1991–1994) och vid Ålborg universitet (2005–2010).
År 2009 erhöll han ett liknande femårigt anslag från Knut och Alice Wallenbergs stiftelse.

## Forskning
Bland hans mera betydande arbeten märks Den korporativa staten (Norstedts 1992) och Vad bör staten göra (SNS Förlag 1994). Rothstein är internationellt verksam och har han varit gästforskare vid Cornell University, Russell Sage Foundation i New York, Harvard University, Australian National University, London School of Economics, Edinburgh University, Köpenhamns universitet, Universitetet i Bergen, Stanford University och Ålborg universitet. Han har publicerat böcker på internationella vetenskapliga förlag, bland annat The Quality of Government: Corruption, Social Trust and Inequality in International Perspective (University of Chicago Press 2011), Social Traps and the Problem of Trust (Cambridge Univ. Press 2005) och Just Institutions Matter: The Moral and Political Logic of the Universal Welfare State (Cambridge University Press 1998) samt The Social Democratic State (Pittsburgh University Press 1996). 
Hans senare forskning har handlat om betydelsen av opartiska, pålitliga, okorrumperande offentliga institutioner för social och ekonomisk utveckling och sker inom ramen för forskningsprogrammet The Quality of Government Institute som Rothstein startade 2004 tillsammans med Sören Holmberg och vilket har finansieras av Riksbankens Jubileumsfond. Ett antal centrala resultat från detta forskningsprojekt publicerades 2012 i Good Government: The Relevance of Political Science (red. tillsammans med Sören Holmberg. 2011-12 var han ledamot av regeringens Forskningsberedning. 2012 valdes Rothstein in i Kungl. Vetenskapsakademin och 2013 tilldelades han ett "Advanced Research Grant" av Europeiska Forskningsrådet.
Bo Rothstein har publicerat och uttalat sig inom många akademiska fält. Hans artiklar är ofta citerade, och hans publicering har enligt Google Scholar ett h-index på 64, det vill säga att han är medförfattare till minst 64 artiklar som vardera citerats minst 64 gånger. År 2012 gav han ut antologin Tillsammans: En fungerande ekonomisk demokrati (SNS-Förlag). Många av hans arbeten behandlar socialt kapital, korruption och tillit, till exempel boken Sociala fällor och tillitens problem (SNS Förlag, 2003).

## Debattör
År 2003 mottog Bo Rothstein Sveriges universitetslärarförbunds pris för akademisk frihet för att han i olika sammanhang betonat vikten av universitetens oberoende och en fri forskning. Rothstein är en flitig debattör i dessa frågor och har särskilt utmärkt sig som en stark kritiker av den neoklassiska inriktningen inom den nationalekonomiska forskningen. 
Han har även profilerat sig i debatten om genusforskningen. Bland annat har han kritiserat brist på jämställdhet vid landets genusvetenskapliga institutioner och han har varit engagerad i en diskussion om genusforskningen i stort med Yvonne Hirdman som främsta motpart. Ett antal av hans debattartiklar publicerades i boken Förargelseväckande beteende: Om konsten att inte sitta still i båten på SNS Förlag 2008. 
Bo Rothstein har i en uppmärksammad debattartikel i december 2013 förespråkat att man skall förbjuda gåvor till tiggare, en artikel som av vissa tolkades som politisk satir. Rothstein skrev debattartiklar i mars 2015, där han hävdade att det inte går att visa att religiositet leder till bättre etik i samhällen utan tvärtom är korrelerat med hög korruption. Kritiker menar att Rothstein sammanblandar orsak och verkan, att det istället är väl fungerande samhällen som förorsakar likgiltighet inför religion, påpekar att vissa religionsinriktningar under historien haft positiv betydelse för demokratiutveckling, samt påminner om ateistiska regimers förföljelser.

## Utmärkelser
- H. M. Konungens medalj i guld av 8:e storleken i Serafimerordens band 2021 för betydande insatser inom det statsvetenskapliga forskningsområdet.[17]